# 테네레

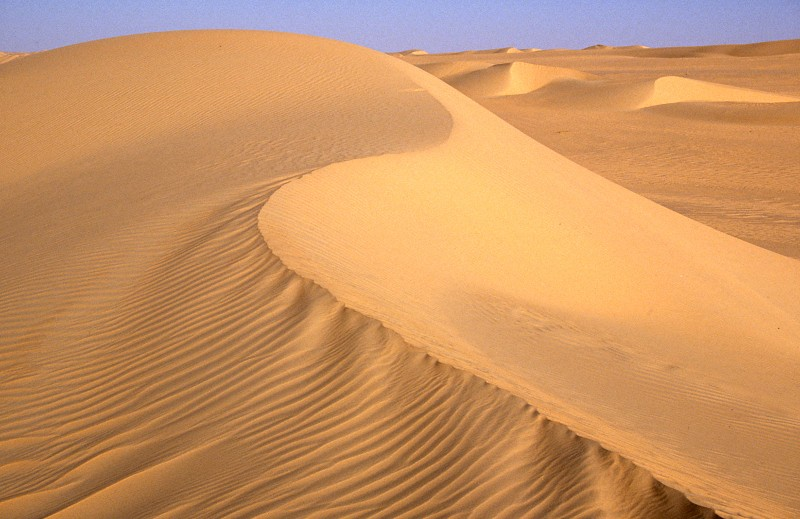

테네레(투아레그어: Tenere, 문자 그대로 "사막")는 사하라 사막 중남부에 있는 사막 지역이다. 니제르 북동부에서 차드 서부까지 뻗어 있는 광활한 모래 평원으로 이루어져 있으며, 그 면적은 400,000제곱킬로미터(150,000제곱마일)가 넘는다. 테네레의 경계는 서쪽의 아이르 산맥, 북쪽의 호가 산맥, 북동쪽의 자도 고원, 동쪽의 티베스티 산맥, 남쪽의 차드 호수 유역이라고 한다. 사막의 중앙 부분인 에르그 뒤 빌마(Erg du Bilma)는 약 17°35′N 10°55′E에 중심을 두고 있다. 신석기 시대 테네리안 문화의 중심지이다.